# Rioraja agassizii
Rioraja agassizii es una especie de pez de la familia de los Rajidae en el orden de los Rajiformes.

## Morfología
Los machos pueden llegar a alcanzar los 33 cm de longitud total.

## Reproducción
Es ovíparo y las hembras ponen huevos envueltos en una cápsula córnea.

## Alimentación
Come crustáceos, moluscos y peces hueso. 

## Hábitat
Es un pez de mar y de Clima subtropical y demersal que vive hasta los 130 m de profundidad. 

## Distribución geográfica
Se encuentra en el Océano Atlántico suroccidental: desde Espírito Santo (el Brasil) hasta la Argentina.

## Observaciones
Es inofensivo para los humanos. 